# Акокантера абиссинская
Акокантера абиссинская (лат. Acokanthera schimperi) — вид растений семейства Кутровые (Apocynaceae), распространённый в тропических районах Восточной Африки и на Аравийском полуострове в Йемене.

## Биологическое описание
Кустарник или небольшое дерево.
Листья супротивные толстые кожистые голые блестящие цельнокрайные эллиптические с заострённой верхушкой, 5—7 см длиной и 2—4 см шириной.
Цветки собраны густыми мутовками в пазухах листьев. Чашечка цветка короткая пятираздельная, зелёная. Венчик белый, иногда розовый, трубчатый с широким колесовидным отгибом и с пятью мелкими отгибами в зеве. Тычинок пять. Завязь верхняя.
Плод — тёмно-синяя шаровидная ягода диаметром около 2 см, обычно с одним семенем.

## Использование
Растение известно в первую очередь из-за своих ядовитых свойств, в его стволах, ветвях и корнях содержатся сердечные гликозиды, производные строфантидина. Основной из них — уабаин (g-строфантин). В Африке сок растения используется местным населением для отравления наконечников стрел. Плоды растения, между тем, съедобны.

## Синонимы
В синонимику вида входят следующие названия:
- Carissa schimperi A.DC.basionym[3]
- Arduina schimperi (A.DC.) Baill.
- Acokanthera abyssinica K.Schum., nom. illeg.
- Acokanthera deflersii Schweinf. ex Lewin
- Acokanthera friesiorum Markgr.
- Acokanthera ouabaio Cathelineau ex Lewin